# 熊本県道27号芦北球磨線
熊本県道27号芦北球磨線（くまもとけんどう27ごう あしきたくません）は、熊本県葦北郡芦北町から球磨郡球磨村に至る県道（主要地方道）である。

## 概要
葦北郡芦北町大字花岡から球磨郡球磨村大字神瀬に至る、八代方面と人吉方面を往来する際には通常国道219号が利用されるが、災害により国道219号が通行止めとなる場合は、国道3号と本路線が迂廻路となることがある。
葦北郡芦北町内で一部道幅の狭いところがあるが、全線にわたり片側1車線で走りやすい道路である。

### 路線データ
- 起点：葦北郡芦北町大字花岡（花岡交差点、国道3号交点）
- 終点：球磨郡球磨村大字神瀬（球磨村神瀬交差点、国道219号交点）

## 歴史
- 1954年（昭和29年） - 主要地方道佐敷大野線として指定される。
- 1955年（昭和30年） - 前年の主要地方道指定に伴い、熊本県道25号佐敷大野線が路線認定される（当時の終点は現在の芦北町大字天月）。
- 1971年（昭和46年） - 県道佐敷大野線が路線を延長した上で、主要地方道芦北球磨線として指定される。
- 1972年（昭和47年） - 前年の主要地方道指定に伴い、熊本県道27号芦北球磨線が路線認定される（熊本県道25号佐敷大野線は廃止）。
- 1993年（平成5年）5月11日 - 建設省から、県道芦北球磨線が芦北球磨線として主要地方道に再指定される[1]。

## 路線状況

### 道路施設

#### 橋梁
- 佐敷橋（佐敷川、葦北郡芦北町）
- 大野大橋（球磨川、葦北郡芦北町 - 球磨郡球磨村）

#### トンネル
- 天月トンネル：延長160 m、葦北郡芦北町

#### 道の駅
- 芦北でこぽん（葦北郡芦北町）
- 大野温泉（葦北郡芦北町）

## 地理

### 通過する自治体
- 葦北郡芦北町
- 球磨郡球磨村

### 交差する道路
| 交差する道路              | 市町村名 | 市町村名 | 交差する場所 | 交差する場所            |
| ------------------------- | -------- | -------- | ------------ | ----------------------- |
| 国道3号                   | 葦北郡   | 芦北町   | 大字花岡     | 花岡交差点 / 起点       |
| E3A 南九州西回り自動車道  | 葦北郡   | 芦北町   | 大字花岡     | 芦北IC                  |
| 熊本県道305号宮崎芦北線   | 葦北郡   | 芦北町   | 大字花岡     |                         |
| 熊本県道60号芦北坂本線    | 葦北郡   | 芦北町   | 大字宮浦     |                         |
| 熊本県道270号天月湯浦線   | 葦北郡   | 芦北町   | 大字塩浸     |                         |
| 熊本県道304号一勝地神瀬線 | 葦北郡   | 芦北町   | 大字天月     | [ 注釈 1 ]              |
| 国道219号                 | 球磨郡   | 球磨村   | 大字神瀬     | 球磨村神瀬交差点 / 終点 |

### 交差する鉄道
- 肥薩おれんじ鉄道線
- 九州新幹線
- 肥薩線

### 沿線
- 肥薩おれんじ鉄道線 佐敷駅
- 芦北町立佐敷小学校
- 熊本県立芦北高等学校
- 芦北町役場 大野出張所
- 球磨川